# Shah Alamstadion
Het Shah Alamstadion was een multifunctioneel stadion in Shah Alan, een stad in Maleisië. Het bevond zich in het grotere Shah Alam Sports Complex. Het stadion werd vooral gebruikt voor voetbalwedstrijden, maar er konden ook atletiekwedstrijden georganiseerd worden. 

## Historie
De voetbalclub PKNS F.C. maakt gebruike van dit stadion. In het verleden maakte ook Selangor FA gebruik van dit stadion, maar dat team speelt nu in het Bukit Jalil Nationaal Stadion. Het stadion werd geopend op 16 juli 1994 met een wedstrijd tussen Selangor FA en Dundee United FC, het werd 1–1. In het stadion was plaats voor 80.372 toeschouwers, 11.000 daarvan waren staanplaatsen. 

## Internationale toernooien
In 2007 werd het stadion gebruikt voor de Azië Cup 2007, dat toernooi was van 7 tot en met 29 juli 2007 in Maleisië en nog enkele andere Aziatisch landen. Er was slechts een groepswedstrijd, tussen Oezbekistan en China werd het 3–0. De andere wedstrijden in de poule werden gespeeld in het Bukit Jalil Nationaal Stadion. In 2012 werd er een wedstrijd gespeeld voor het Zuidoost-Aziatisch kampioenschap voetbal 2012. Ook nu ging het om een groepswedstrijd. Dit keer tussen Singapore en Laos (4–3). In 2014 werd het Zuidoost-Aziatisch kampioenschap voetbal 2014 hier de wedstrijd tussen Maleisië en Vietnam gespeeld. Het ging om de halve finale en Vietnam won met 1–2.
| № | Datum           | Wedstrijd           | Uitslag | Toernooi                              | Toeschouwers |
| - | --------------- | ------------------- | ------- | ------------------------------------- | ------------ |
| 1 | 18 juli 2007    | Oezbekistan – China | 0 – 3   | Azië Cup 2007 – groepsfase            | 2.200        |
| 2 | 1 december 2012 | Singapore – Laos    | 4 – 3   | Zuidoost-Azië Cup 2012 – groepsfase   | 1.863        |
| 3 | 7 december 2014 | Maleisië – Vietnam  | 1 – 2   | Zuidoost-Azië Cup 2014 – halve finale |              |

## Afbeeldingen

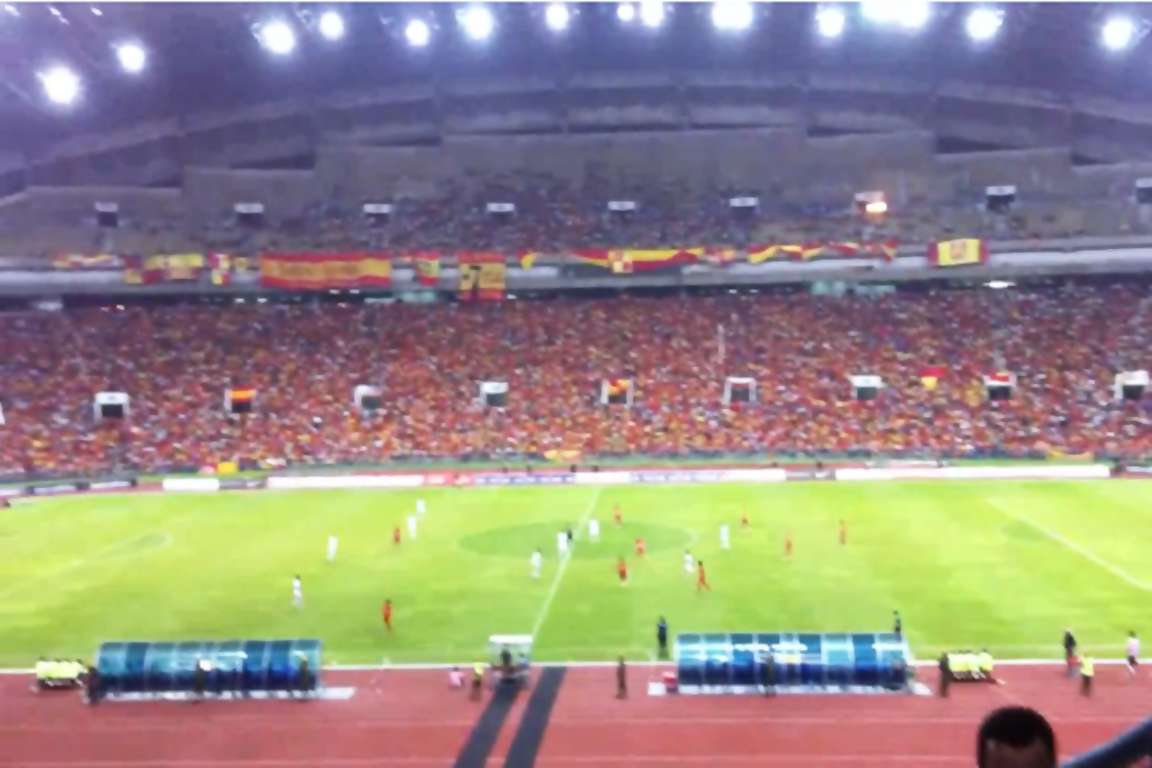
Het stadion tijdens een wedstrijd in 2011.
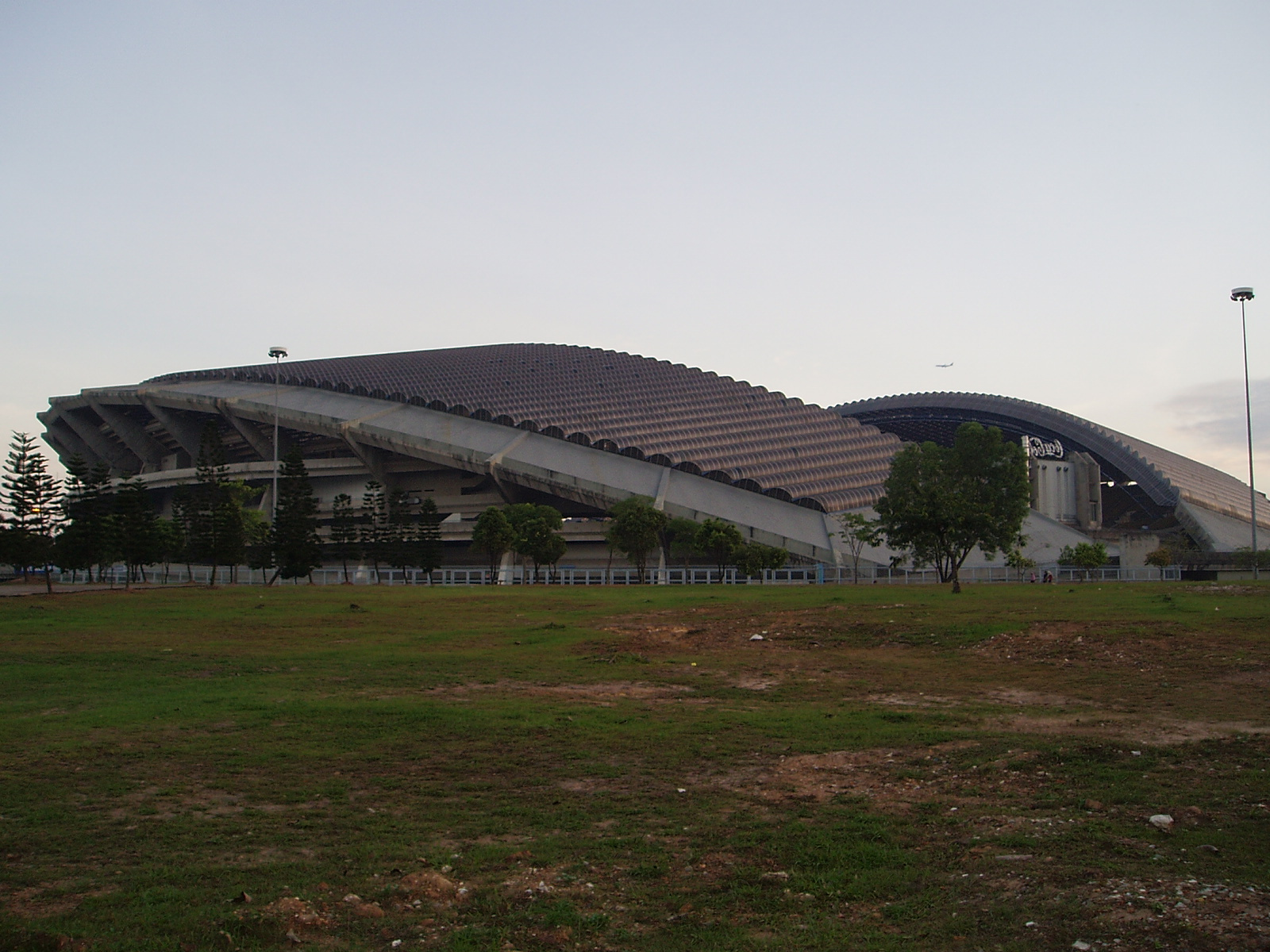
Het stadion vanaf de buitenkant gezien.
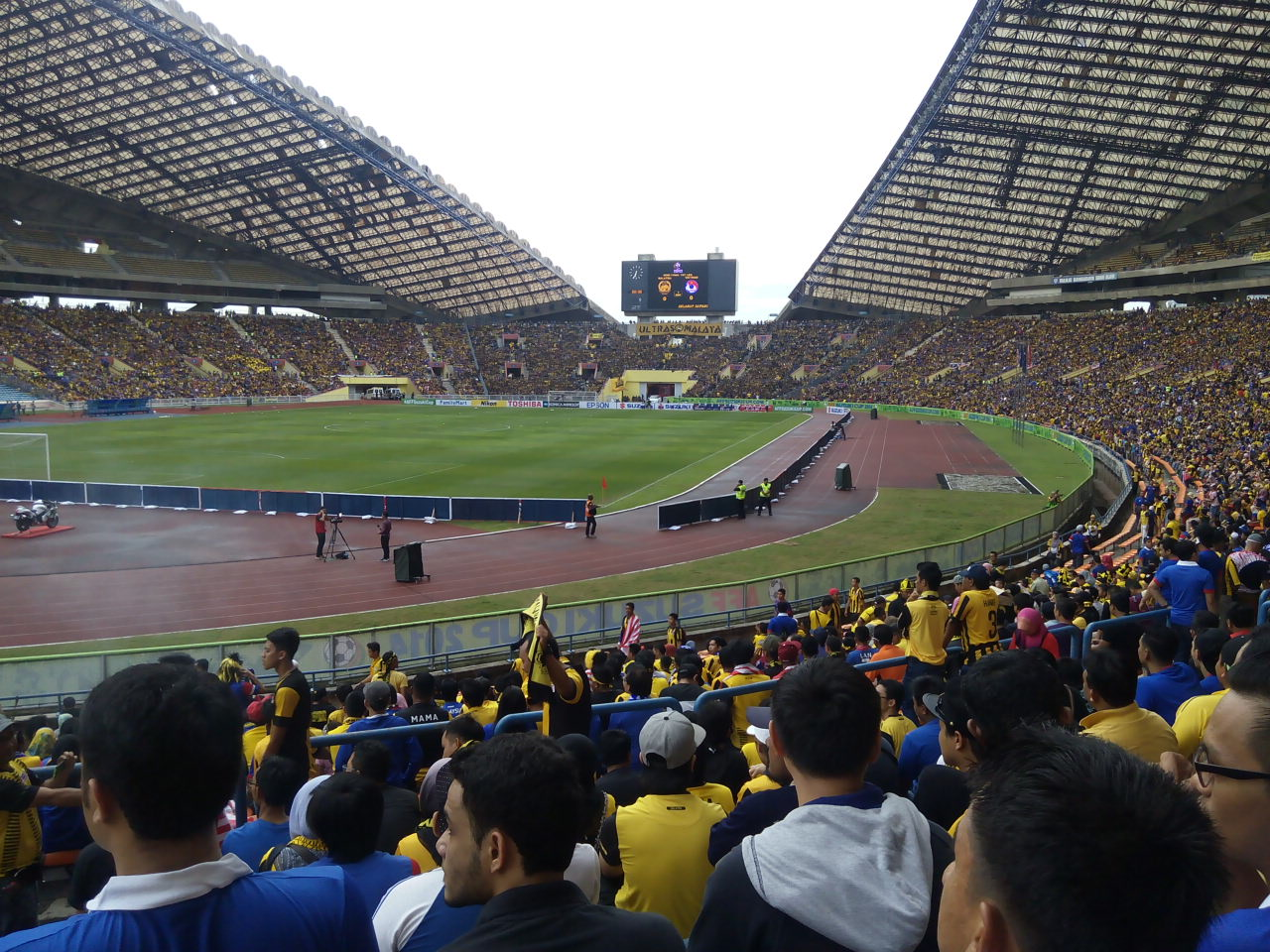
Tijdens de wedstrijd Maleisië tegen Vietnam voor het Zuidoost-Aziatisch kampioenschap voetbal 2014.